# Jesús Hernández Tomás
Jesús Hernández Tomás (Múrcia, 1907 – Ciutat de Mèxic, 11 de gener de 1971) va ser un polític comunista espanyol que va arribar a ser Ministre d'Educació i Ministre de Sanitat durant la Guerra Civil espanyola.

## Biografia
De petit es va traslladar amb la seva família a Biscaia, afiliant-se als 9 anys a les Joventuts Socialistes d'Espanya (JSE). Als catorze anys va participar en la fundació del Partit Comunista d'Espanya, en el qual fou un dels militants més actius del nucli biscaí. Als quinze era membre de l'escorta personal del secretari general del Partit, Óscar Pérez Solís. Al cap de poc, va participar en un atemptat, frustrat, contra el dirigent socialista Indalecio Prieto.
En 1930 va ser escollit membre de Comitè Central del PCE, raó per la qual en 1931 va ser enviat a Moscou per completar la seva formació política, on va romandre fins a 1933, any en què va participar en les reunions de la Komintern. Al seu retorn a Espanya va ser nomenat membre del Comitè Executiu del Partit. Des de 1936 es va fer càrrec de la direcció de l'òrgan del partit Mundo Obrero.
A les eleccions generals espanyoles de 1936 fou elegit diputat per la província de Còrdova en les llistes del Front Popular. Durant la Guerra Civil va ser un dels ministres comunistes als governs de Largo Caballero i Negrín (Instrucció Pública i Belles arts). Sent ministre en el gabinet Negrín, va dur a terme una intensa campanya de premsa contra el llavors ministre de Defensa Nacional, Indalecio Prieto, usant el pseudònim de Juan Ventura, fins que va aconseguir el seu cessament (març de 1938), la qual cosa va portar aparellat també el seu. Com a ministre va impulsar les denominades Milícies de la Cultura —per a l'alfabetització de milicians i soldats— i va potenciar el servei radiofònic de l'Altavoz del Frente —dirigit als combatents combinant propaganda i entreteniment. Posteriorment va ser nomenat comissari polític de l'exèrcit republicà de la zona Centro-Sud, i fou un ardent defensor de la resistència a ultrança.
Després del cop d'estat de Casado va ser dels contraris a la rendició, romanent a València. Malgrat l'oposició de Palmiro Togliatti, amb Pedro Checa i Jesús Larrañaga va organitzar la direcció del PCE que hauria de passar a la clandestinitat després de la victòria franquista. Finalment va aconseguir sortir del país, fou un dels últims dirigents del PCE a fer-ho.
El 1939 s'exilià primer a Orà (Algèria) i després a la Unió Soviètica, on hi fou el representant del PCE a la Komintern i es preocupà per la precària situació dels refugiats espanyols. A la mort del secretari general José Díaz Ramos es va enfrontar amb Dolores Ibárruri per ocupar el càrrec, però el 1943 fou enviat a Mèxic per a intentar treure de la presó Ramon Mercader, l'assassí de Lev Trotski, i el 1944 fou expulsat del partit sota l'acusació de dur a terme activitats antisoviètiques.
Un cop expulsat del partit, va intentar formar el seu grup propi, el Moviment Comunista d'Oposició. Quan Josip Broz Tito va trencar amb Stalin el 1948, Hernández li va donar suport. El 1954 es traslladà a Belgrad i formà el Partit Nacional Comunista Espanyol. Després fou nomenat assessor a l'ambaixada iugoslava a Mèxic, on hi va treballar fins a la seva mort. Va publicar una autobiografia en la qual plasmava les seves divergències i enfrontaments amb els dirigents del PCE, Yo fui un ministro de Stalin (1953).